# Тіргартен (Берлін)
Тіргартен, буквально «Сад тварин», історичне значення — парк оленів або мисливський парк) — місцевість у районі Мітте в центрі Берліна. До возз'єднання Німеччини він був частиною Західного Берліна, відомий великим однойменним міським парком. До адміністративної реформи Берліна 2001 року Тіргартен (раніше називався Tiergarten-Süd), а також Hansaviertel і Moabit. Нова система автомобільних і залізничних тунелів пролягає під парком до головного вокзалу Берліна у сусідньому районі Moabit.

## Історії Тіргартена

### Історичні нотатки

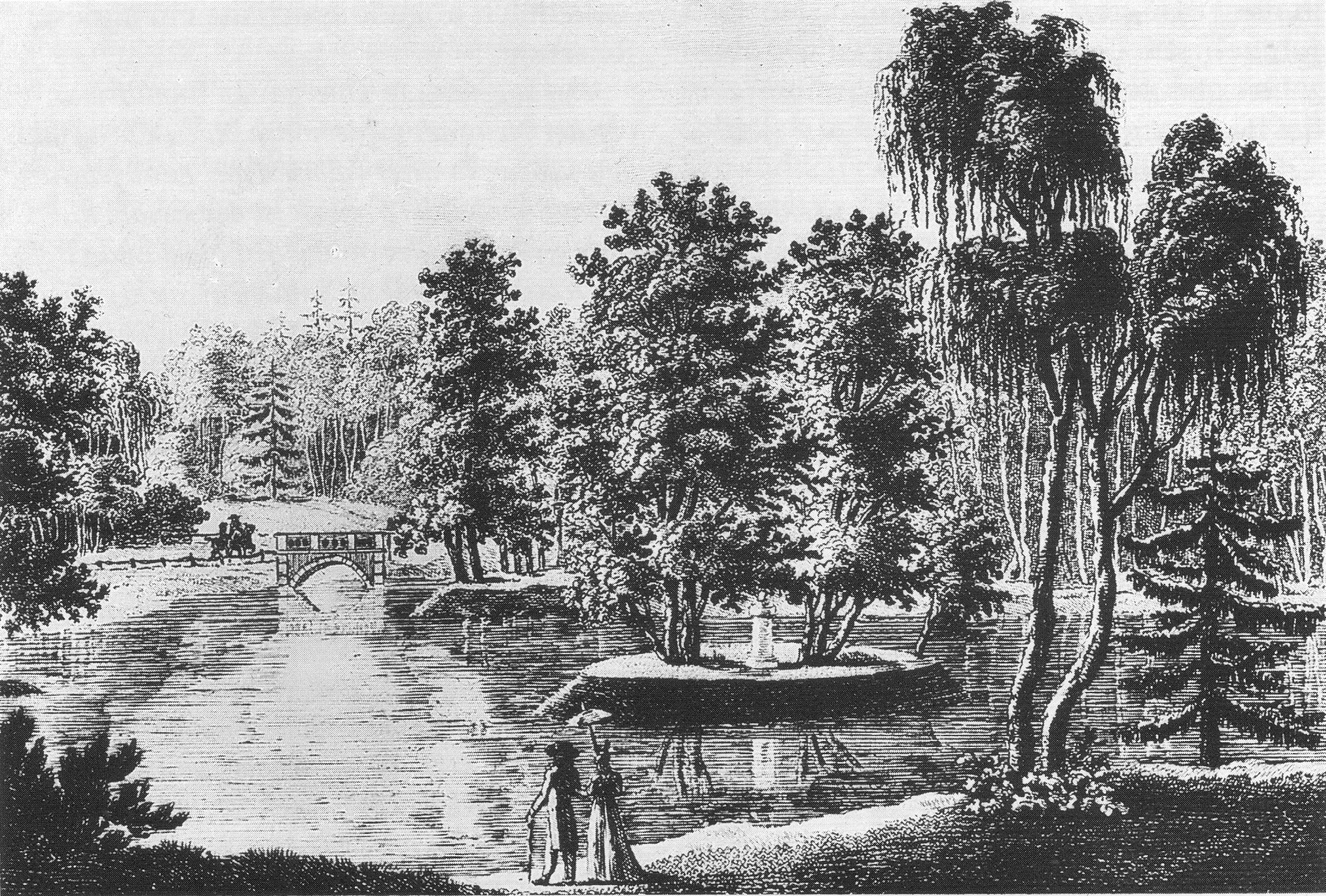
Острів Руссо у Великому Тиргартені, гравюра початку 19-го століття.

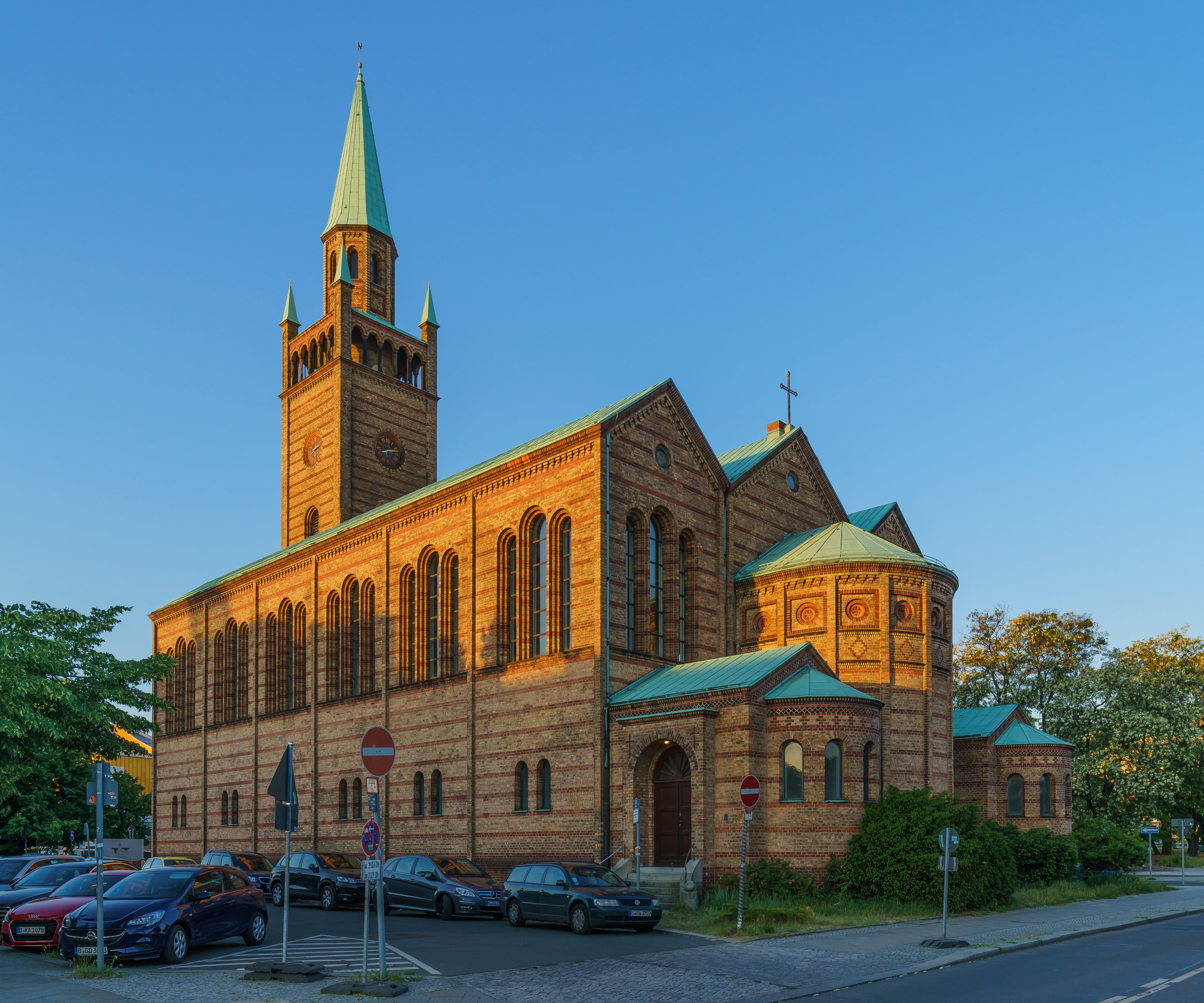
Церква Святого Матвія

Колись мисливські угіддя курфюрстів Бранденбурга ⁣ сьогоднішній парк Великий Тиргартен був спроєктований у 1830-х роках ландшафтним архітектором Пітером Йозефом Ленне. У ході індустріалізації в 19 столітті мережа вулиць була закладена за планом Гобрехта в районі, який став відомим в архітектурі як кільце Вільгельміна. У 1894 році будівлю Рейхстагу архітектора Пауля Валлота відкрили як резиденцію німецького парламенту. На галявині між сучасним Будинком світових культур (Haus der Kulturen der Welt) і будівлею Рейхстагу був побудований у 1844 році оперний театр Кроллопер (Krolloper), який після пожежі Рейхстагу 27 лютого 1933 року слугував парламентом і був знесений авіаційні нальоти 1943 року.
15 січня 1919 року соціаліст Карл Лібкнехт був застрелений солдатами Freikorps у парку біля озера «Нове озеро». Труп Рози Люксембург, убитої того ж дня, було знайдено в сусідньому каналі 1 червня 1919 року.
Перший Інститут сексуальних досліджень (нім. Institut für Sexualwissenschaft) Магнуса Гіршфельда знаходився на колишній вулиці «In den Zelten», поблизу сучасного будинку світових культур, з 1919 року до його закриття нацистами в 1933 році.
Ділянка поруч із парком Тіргартен — це колишнє місце розташування вілли на вулиці Тіргартен 4(нім. Tiergartenstraße, 4), де понад 60 нацистських бюрократів і лікарів таємно працювали за програмою " Т4 " для організації масового вбивства пацієнтів санаторіїв і психіатричних лікарень, яких вважали негідними жити. Німецький національний меморіал людям з обмеженими можливостями, систематично вбитим нацистами, був присвячений у 2014 році в Берліні на цьому місці. Хоча вілла була зруйнована, встановлений на тротуарі на вулиці Тіргартен, вказує на його розташування та історичне значення.
Після 1944 року парк був значною мірою вирубаний, оскільки він служив джерелом дров для зруйнованого міста. У 1945 році Радянський Союз побудував військовий меморіал уздовж Вулиці 17 червня, головна східно-західна артерія Тіргартена, біля Бранденбурзьких воріт. Сам Тіргартен став частиною британського сектора.

### Тіргартен сьогодні

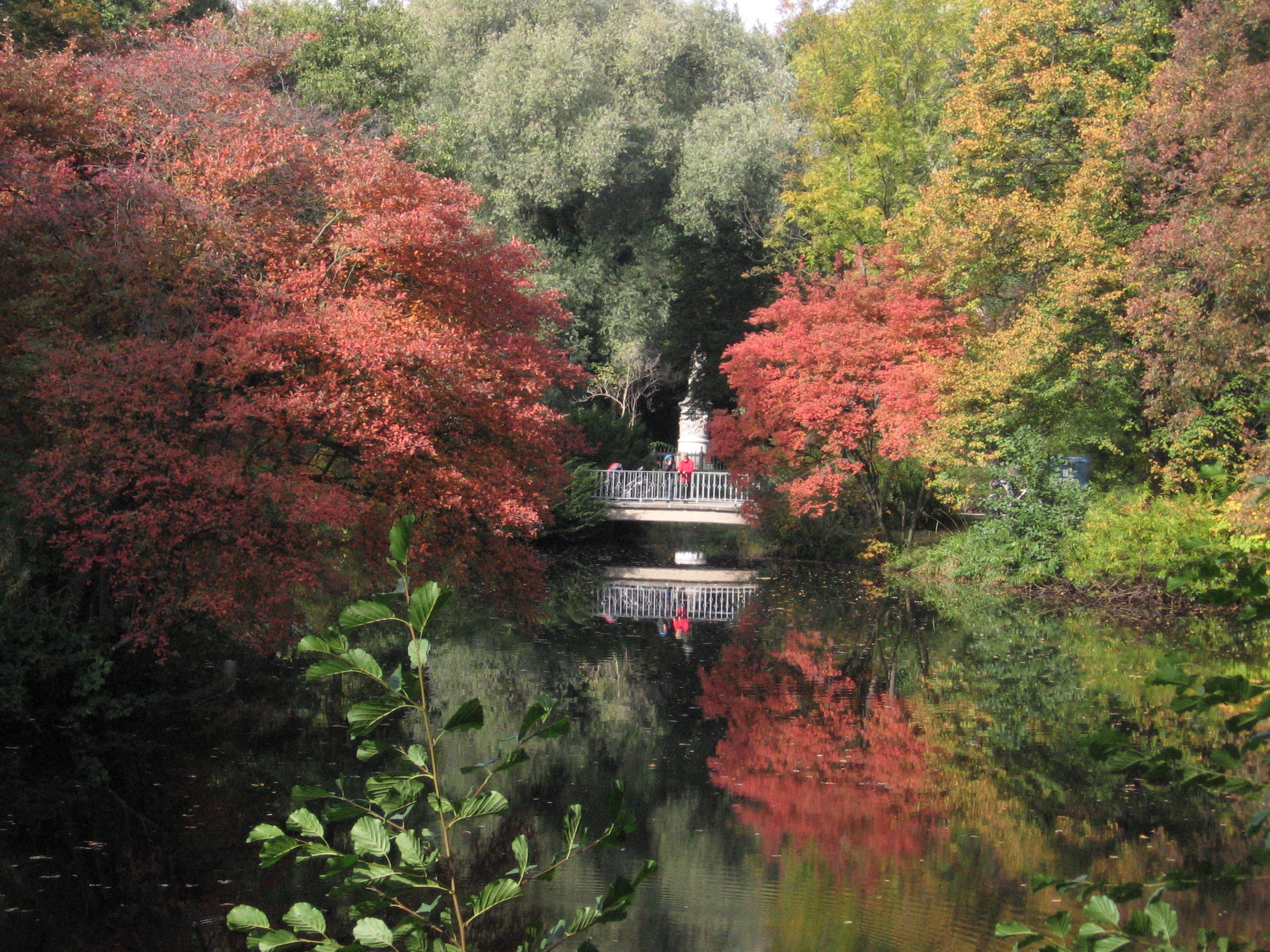
Острів Луїзен восени

У цьому районі розташовано багато парламентських та урядових установ, зокрема Бундестаг у будівлі Рейхстагу та нова канцелярія Німеччини. У парку Тіргартен розташована резиденція президента Німеччини, замок Бельвю і Карильйон. Він містить кілька відомих скульптур, у тому числі чотириярусну колону Перемоги (Siegessäule), меморіал Бісмарка та кілька інших меморіалів видатним прусським генералам, усі вони були розташовані в церемоніальному парку навпроти Рейхстагу, перш ніж були перенесені на теперішнє місце нацисти. Крім того, на обсаджених деревами пішохідних алеях ⁣, що йдуть від колони Перемоги, є кілька церемоніальних скульптур прусських аристократів, які розігрують полювання 18-го століття.
Бранденбурзькі ворота та Потсдамська площа розташовані на східній околиці місцевості, яка сама була колишнім кордоном між Східним і Західним Берліном. Поруч знаходиться Форум культури, що тягнеться від Берлінської філармонії (Berliner Philharmonie), концертний зал 1963 року за проєктом архітектора Ганса Шаруна та будинок Берлінського філармонічного оркестру до Нової національної галереї, побудованої Людвігом Місом ван дер Рое в 1968 році. Між ними розташована неокласична церква Святого Матвія, побудована в 1845 році Фрідріхом Августом Штюлером, а також новий філіал Берлінської державної бібліотеки (Staatsbibliothek).
Прилегла територія між парком і Каналом Ландверу (Landwehrkanal) є домом для Shell-Haus 1932 року Еміля Фаренкампа, численних посольств і Bendlerblock, де в 1944 році Клаус Шенк Граф фон Штауффенберг і учасники змови 20 липня були розстріляні. Сьогодні будівля служить другим офісом Федерального міністерства оборони Німеччини; штаб-квартира Християнсько-демократичної партії, академії Фонду Конрада Аденауера та Фрідріха Еберта, а також Архів Баугауза та середні школи Французька гімназія і Коледж Канізіус розташовані неподалік. У прилеглій західній частині на кордоні з Шарлоттенбургом розташований Берлінський зоопарк.
Альбом Le Parc від Tangerine Dream 1985 року містить трек під назвою Tiergarten. Руфус Уейнрайт також випустив трек під назвою Tiergarten як частину свого альбому 2007 року Release the Stars.
З 1987 року щорічний Берлінський марафон стартує в Тіргартені біля Бранденбурзьких воріт.
З 1996 по 2003 рік, а потім у 2006 році на Колоні Перемоги та на вулиці 17 червня проходив музичний фестиваль Love Parade. 2 липня 2005 року на Колоні Перемоги відбувся концерт Live 8, Berlin.
24 липня 2008 року тодішній кандидат у президенти США Барак Обама виступив біля колони Перемоги перед натовпом у понад 200 000 людей.

## Великий Тіргартен
«Великий Тіргартен» є найбільшим міським парком Берліна, займаючи площу 210 гектарів.

## Зміна населення у Тіргартені
| Рік  | Мешканці |
| ---- | -------- |
| 2007 | 12.828   |
| 2010 | 12.052   |
| 2015 | 14.340   |
| 2020 | 14.940   |
| 2021 | 15.140   |
| 2022 | 16.140   |
| 2023 | 16.313   |

## Індивідуальні рекомендації
1. ↑  As still recalled in Tiergarten's coat of arms the meaning of 'Tier' used to be narrower in history than in modern German, originally describing 'game', i.e. non-domesticated animals hunted, and among them preferently the deer.
2. ↑  Uebersicht der neuen Eintheilung der Stadt Berlin in Stadtteile und Bezirke [Overview of the new division of the city of Berlin in neighborhoods and districts].
3. ↑  Friedrich Leyden: Gross-Berlin.
4. 1 2  Berlin Dedicates Holocaust Memorial for Disabled - Global Agenda - News - Arutz Sheva. Arutz Sheva.
5. ↑  ABC News. International News - World News - ABC News. ABC News.